# 关播
关播（719年—797年2月4日），字务元，唐朝官员，唐德宗年间为宰相。

## 家世
关播生于唐玄宗开元七年（719年），是卫州汲县人氏，三国时蜀汉名将关羽裔孙。玄宗天宝（742年—756年）末年中进士。唐肃宗年间邓景山历任青齐、淮南节度使，辟关播为从事。关播累授卫佐评事，迁右补阙。他善于阐述哲学、玄学，尤其精通佛教哲学。

## 唐代宗年间
唐代宗大历年间（766年—779年），神策军使王驾鹤妻也姓关，夫妇俩与关播关系密切。宰相元载对此不悦，出关播为河南府兵曹。关播历次在数个县任职，都表现出政治才能，政绩考核出色。后陈少游历任浙东、淮南节度使，辟关播为判官。又任检校金部员外，十一年（776年）迁摄滁州刺史。当年李灵曜反叛朝廷，夺取与淮南相邻的汴宋军，陈少游与诸将一同受命对抗之，但当他统兵战汴宋时，自己的治所却盗贼蜂起。关播调州兵御贼，储备财物供给军需，为政清净简惠，百姓得安。杨绾、常衮于次年（777年）代元载为相，都与关播交好，荐关播为都官员外郎。

## 唐德宗年间
十四年（779年）唐代宗崩，唐德宗继位。德宗初年，有一群以王国良为首的盗贼，占据湖南的山洞，劫掠州县。德宗派关播前去宣抚。关播出发前，德宗在别殿召关播对话，问及理政之要，关播奏称应该访求有道贤人，及招抚王国良、一旦不成就发州兵剪除之策，打动了德宗。关播回来后，德宗任他为兵部员外郎，又迁河中少尹。
河中少尹张镒入相后，建中二年（781年）七月，召时任河中尹的关播回长安为给事中。他建议让士人掌管原由胥吏掌管的各库房，号为“掌库”，获准，造福了国家。转刑部侍郎、迎奉皇太后副使。德宗宠信的宰相卢杞认为关播脾气温和易制，屡屡推荐。关播后迁礼部侍郎，转刑部尚书，知删定。
建中三年（782年）十月，时为德宗独相的卢杞知道德宗必定会按例至少再任命另一名宰相，就推荐了关播，说可用他的儒厚镇住藩镇。德宗任时为吏部侍郎的关播为中书侍郎，授同中书门下平章事，为实质宰相，拜银青光禄大夫、集贤殿崇文馆大学士、修国史。卢杞主政，关播不参与决策。一次德宗召见宰相，关播听到一件事认为不妥，起立想表示反对，卢杞看了他一眼，他便没有说。会后，卢杞对他说：“我是因为足下端悫少言，才推荐你到这个位子，刚才你为什么敢开口想说话？”关播从此几乎不说话了。
卢杞早年与陈少游同在仆固怀恩幕府，关播又曾是陈少游幕僚，于是陈少游突然得加检校左仆射，赐实封三百户，加同中书门下平章事。
关播缺乏知人之明，与李元平、陶公达、张愻、刘承诫等自吹自擂者交好且亲信他们。关播拜相当月，淮西节度使李希烈反叛朝廷，关播屡屡上奏推荐好论兵的李元平。汝州地近淮西，德宗因而加李元平检校吏部郎中、汝州别驾，知汝州事。右散骑常侍柳浑认为李元平是衔着玉卖石头的人，去了一定被俘，不可能阻拦叛军。李元平到任后，立刻组织加强城防，却没认识到所招募的劳工中有数百人是李希烈所派的。建中四年（783年）正月李希烈攻城时，这些人作为内应绑缚了李元平，使得汝州陷于李希烈之手。李元平见到李希烈，吓得大小便失禁。李希烈说：“瞎了眼的宰相竟然派你来抵挡我，也太轻视我了！”当关播得知李元平被擒，还相信李元平将有办法推翻李希烈，左右都引为笑谈。因李元平之事，关播的其他近臣未被德宗重用。
七月，关播与宰相李忠臣、卢杞、右仆射崔宁、工部尚书乔琳、御史大夫于頔、太府卿张献恭、司农卿段秀实、少府监李昌夔、京兆尹王翃、左金吾卫将军浑瑊等与吐蕃宰相区颊赞等会盟于京城西的坛所，关播跪读盟文。
十月，在长安等待东征的泾原兵因给赏未达预期而兵变。德宗只带了部分家眷和宦官左右逃到奉天。卢杞和关播在乱中跳中书省墙垣而出，追及德宗车驾。泾原军推太尉朱泚为首，朱泚很快称帝，建国号秦，围奉天。十一月，灵武留后杜希全、盐州刺史戴休颜、夏州刺史时常春会合渭北节度使李建徽合兵万人入援奉天，等候朝廷指示其入城路线。关播和京畿、渭南、北、金商节度使浑瑊建议让援军越过唐高宗乾陵，占有更好的战略位置。卢杞却说这会惊动陵寝，建议走漠谷，尽管浑瑊反对称这将使援军暴露在秦军的大弩进攻下。德宗同意卢杞的意见，随后，援军遭到伏击，损伤惨重，不曾赶到奉天就被迫撤退。朔方、邠宁节度使李怀光来援奉天使其免于陷落后，在其他官员支持下要求罢免卢杞、都知兵马使白志贞、户部侍郎赵赞，十二月，德宗被迫同意。朝野又认为作为卢杞同僚宰相的关播不宜再为相，于是当月德宗改任关播为刑部尚书，罢相。但大臣太子少保韦伦等却为此在朝堂哭道：“宰相不能为皇帝谋划、辅助，以至今日，却还位居尚书，怎么治理天下？痛心啊！”
贞元元年（785年）九月，关播与吏部侍郎班宏为校内外官考使。后又知删定使。先前上元年间，唐肃宗曾下诏挑选十位名将送进姜太公庙中受祭，仿照孔门十哲在孔夫子庙中那样。二年（786年）二月，关播奏称：“姜太公是古代的贤臣，现在却称在他之下的为亚圣。而且孔门十哲都是孔子当时的弟子，而十位名将所处的朝代不同，臣请求罢去他们的这项待遇。”德宗下诏同意了。
朱泚之乱被平定后，四年（788年）回纥合骨咄禄可汗药罗葛顿莫贺达干与唐朝结盟，求娶唐朝公主。德宗同意了，十一月派关播以本官加检校右仆射、兼御史大夫，持节充送咸安公主兼册回鹘（即回纥，已被改名）可汗使，送嫁皇女咸安公主于回纥可汗，并册封药罗葛顿莫贺达干为汩咄禄长寿天亲毘伽可汗（长寿天亲可汗）、公主为智惠端正长寿孝顺可敦。以给事中赵憬兼御史中丞为副，太常博士张荐及张式为判官。关播于路清俭谨慎，给回鹘人留下了好印象。回朝后，德宗迁他为兵部尚书，他称病请辞。德宗改任他为太子李诵的少师，许他致仕。关播致仕后减少僮仆车骑，安静度日，因而为士人君子所重。贞元十三年（797年）正月卒，朝廷为此废朝一日，赠太子太保。
唐德宗后来与宰相李泌论及卢杞，李泌举卢杞排挤罪不至死的杨炎而以关播为相等例子论卢杞之奸恶。

## 评价
- 《旧唐书》
  - 史臣曰：播居位取容，举人败事。皆非国器，咸历台司，失人者亡，国其危矣。
  - 赞曰：（王）玙、（李）泌、（崔）造、播，俱非相材。[4]
- 《新唐书》赞曰：关播举李元平守汝州，贼缚而臣之。宰相不知人，果可败国，德宗不以是责宰相，几丧天下。[3]